# Parafia św. Katarzyny Aleksandryjskiej w Skoraszewicach
Parafia św. Katarzyny Aleksandryjskiej w Skoraszewicach – parafia rzymskokatolicka, znajdująca się w archidiecezji poznańskiej, w dekanacie jutrosińskim.